# 2021 у Тернопільській області
| Роки в Тернопільській області: ← · 2000 · 2001 · 2002 · 2003 · 2004 · 2005 · 2006 · 2007 · 2008 · 2009 · 2010 · 2011 · 2012 · 2013 · 2014 · 2015 · 2016 · 2017 · 2018 · 2019 · 2020 · 2021 · 2022 · 2023 · 2024 · 2025 Див. також: XIX століття · XX століття |

2021 рік у Тернопільській області:
- Рік Володимира Гнатюка[1].

## Річниці

### Річниці від дня народження
- 21 січня — 140 років від дня народження українського поета, перекладача, журналіста, фейлетоніста, театрально-музичного критика, актора, режисера, громадського діяча Степана Чарнецького (1881—1944).
- 8 лютого — 60 років від дня народження українського драматичного актора, режисера, заслуженого діяча мистецтв України (2009) В'ячеслава Жили (нар. 1961).
- 11 лютого — 70 років від дня народження українського поета, художника-аматора, співака Валерія Залізного (нар. 1951).
- 26 березня — 70 років від дня народження українського поета, лауреата Національної премії України ім. Т. Шевченка (1993) Степана Сапеляка (1951—2012).
- 27 березня — 90 років від дня народження українського письменника, журналіста Петра Івановича Ковальчука (1931—1995).
- 26 квітня — 175 років від дня народження українського філолога, письменника, природознавця Івана Верхратського (1846—1919).
- 29 квітня — 140 років від дня народження української драматичної актриси, співачки (сопрано) Катерини Рубчакової (1881—1919).
- 9 травня — 150 років від дня народження українського етнографа, фольклориста, мовознавця, літературознавця, мистецтвознавця, перекладача, громадсько-культурного діяча Володимира Гнатюка (1871—1926).
- 8 червня — 75 років від дня народження українського поета Степана Алича-Мокрія (1946—1984).
- 21 червня — 100 років від дня народження українського ідеолога боротьби ОУН, сотника УПА, публіциста Осипа Дякова (1921—1950).
- 9 липня — 50 років від дня народження українського співака, заслуженого артиста України (2000) Бориса Репки (нар. 1971).
- 20 липня — 100 років від дня народження української громадсько-політичної діячки, краєзнавця Ольги Сліпої (1921—2003).
- 26 липня — 60 років від дня народження українського оперного та камерного співака, народного артиста України (2011) Ярослава Лемішки (нар. 1961).
- 12 серпня — 70 років від дня народження українського народного художника України (2016) Богдана Ткачика (нар. 1951).
- 14 вересня — 90 років від дня народження українського журналіста, письменника Івана Гермаківського (1931—2006).
- 27 вересня — 125 років від дня народження українського художника Тимофія Бойчука (1896—1922).
- 3 жовтня — 95 років від дня народження канадського хорового диригента, педагога, громадського діяча, доктора теології українського походження Володимира Климківа (1926—2000).
- 12 жовтня — 50 років від дня народження українського оперно-симфонічного та хорового диригента, диригента Національної опери України ім. Т. Шевченка, заслуженого артиста України (2019) Андрія Юркевича (нар. 1971).
- 20 листопада — 125 років від дня народження українського композитора, диригента, фольклориста, педагога, заслуженого діяча мистецтв України (1944) Михайла Вериківського (1896—1962).
- 2 грудня — 70 років від дня народження українського поета-пісняра Степана Галябарди (нар. 1951).
- 12 грудня
  - 55 років від дня народження українського науковця, археолога, спелеолога, дослідника старожитностей, фортифікацій та топоніміки Володимира Добрянського (нар. 1966)[2].
  - 80 років від дня народження українського письменника, журналіста, громадського діяча Бориса Хижняка (1941—2008).

## Події
- 15 серпня — урочисто відзначено 100-річчя Символічної могили Борцям за волю України у селі Товстенькому Колиндянської громади Чортківського району[3][4][5][6].
- 24 серпня — у селі Лисівцях Товстенської громади Чортківського району відкрито відремонтований міст, який у 2019 році обвалився через аварійний стан.[7].
- 18 вересня — Архиєрейську Божественну Літургію у Катедральному соборі святих верховних апостолів Петра і Павла очолив Блаженніший Святослав (Шевчук) з нагоди 10-ї річниці інтронізації і хіротонії преосвященного владики та єпарха Бучацького Димитрія (Григорака)[8].
- 23 вересня — поблизу Чорткова о 6:18 стався землетрус магнітудою 4,3 бали[9][10][11][12][13][14][15][16].